# Ветренниково
Ветренниково — деревня в Устюженском районе Вологодской области.
Входит в состав Устюженского сельского поселения, с точки зрения административно-территориального деления — в Устюженский сельсовет.
Расположена на правом берегу реки Молога. Расстояние по автодороге до районного центра Устюжны — 7 км. Ближайшие населённые пункты — Ганьки, Игумново, Кротынь.
По переписи 2002 года население — 21 человек (12 мужчин, 9 женщин). Преобладающая национальность — русские (90 %).
Преобладает сельское хозяйство. Основной состав деревни Ветренниково жители после 40 лет.
Животноводства нет.
Расстояние до административного центра (гор. Устюжна) 2,3 км.
На развилке от деревни на гор. Устюжна построено здание для ГИБДД
Население зимой = 3 чел.